# I ragazzi felici di Summerhill
I ragazzi felici di Summerhill (titolo originale Summerhill) è un libro del pedagogista scozzese Alexander S. Neil.
Il volume in lingua inglese è stato pubblicato nel 1960, con la prefazione del filosofo tedesco Erich Fromm.

## Prefazione
Nella prefazione a cura di Erich Fromm, vi è una distinzione fra autorità coercitiva e autorità anonima: la prima è esercitata apertamente e chi la possiede comanda senza ambiguità il soggetto, mentre la seconda tende a celare l’uso della forza, ed è tipica della società industriale.
I genitori e gli insegnanti hanno confuso l’educazione non autoritaria con l’educazione mediante persuasione occulta: l’educazione è così svuotata di significato ed è questa la causa del suo fallimento sul campo pratico.
Fromm mostra però alcune riserve sull'operato di Neil: da un lato, Neil trascura l’importanza di una presa di contatto con il mondo intellettuale a favore del mondo emotivo ed artistico, dall'altro si mostra troppo aderente alle teorie di Freud, dando estrema importanza alla sessualità del bambino.
L’esperienza di Summerhill sarà difficilmente ripetibile, poiché Neil è stata una figura straordinaria e la maggior parte dei genitori non è disposta a mettere in primo piano lo sviluppo della felicità del bambino, a scapito delle capacità che permetteranno al bambino stesso di avere successo in futuro.

## Introduzione
Neil afferma che un bambino difficile è quasi sempre reso tale da un’errata educazione familiare: nessun educatore ha il diritto di modificare, correggere e cambiare le abitudini di un bambino. Le uniche cure ammissibili sono quelle che tendono a guarire l'infelicità.
Un bambino difficile è un bambino infelice: egli è in guerra con sé stesso e, di conseguenza, con il mondo. Tale principio si può riproporre nell'età adulta: un uomo violento, aggressivo e nervoso è un uomo infelice. I delitti, l'odio, le guerre si possono spiegare con l'infelicità.
A Summerhill, Neil con la moglie e tutto lo staff della scuola, cerca di curare l'infelicità dei bambini e farli crescere in un ambiente felice.

## Prima parte: La scuola di Summerhill
La scuola di Summerhill è stata fondata nel 1921, a circa 160 km da Londra. C’erano circa una cinquantina di bambini, suddivisi in fasce di età: giovani (5-7), intermedi (7-11) e anziani (11-16).
Essa nasce come una scuola sperimentale, perché dimostra che la libertà, come principio fondamentale dell'atto educativo, funziona. L'idea basilare è quella di creare una scuola che si adatti al bambino e non un bambino che si debba adattare alla scuola. Per creare una nuova scuola dove i bambini siano davvero liberi di essere sé stessi, bisogna rinunciare a qualsiasi disciplina, appoggiandosi sempre alla convinzione che il bambino fosse innatamente buono.
Nella scuola le lezioni sono facoltative, non vi sono esami e tutto è deciso attraverso un’assemblea generale, che si tiene ogni sabato sera, in cui il voto dei ragazzi vale come quello degli insegnanti e di Neil stesso.  A Summerhill è fondamentale il tempo del gioco, essenziale per sviluppare la creatività, ma anche il teatro, la musica, il ballo e lo sport, a patto che siano sempre liberi e che non vi sia alcun obbligo di partecipazione o di svolgimento di tali attività. Nella scuola, inoltre, i ragazzi sono lasciati a se stessi nella scoperta e nella relazione con l’altro sesso.

## Seconda parte: L’educazione del bambino
Secondo Neil, nella società attuale il bambino non è lasciato libero: vi sono numerose costrizioni e menzogne da parte dei genitori che rendono il bambino infelice ed oppresso. Non esistono quindi bambini difficili, bensì genitori difficili.
I bambini cresciuti con una corretta educazione progressista, saranno allora soggetti ad autoregolazione. Il benessere e la felicità di un bambino dipendono dal livello di amore che hanno ricevuto dalla famiglia, in termini di approvazione, amore, fiducia e serenità.
Il futuro dell’umanità si basa allora sui nuovi genitori, che non avranno bisogno di obbedienza, poiché vi è autoregolazione, e ricorreranno alla disciplina atta solamente a raggiungere gli scopi comuni della famiglia.
Non serve autorità, ma solo protezione, cura e responsabilità.

## Edizioni
- Alexander S. Neil, I ragazzi Felici di Summerhill, Red Edizioni, 1990